# Ulrich Ramé
Ulrich Ramé (Nantes, 19 settembre 1972) è un allenatore di calcio ed ex calciatore francese, di ruolo portiere.

## Carriera

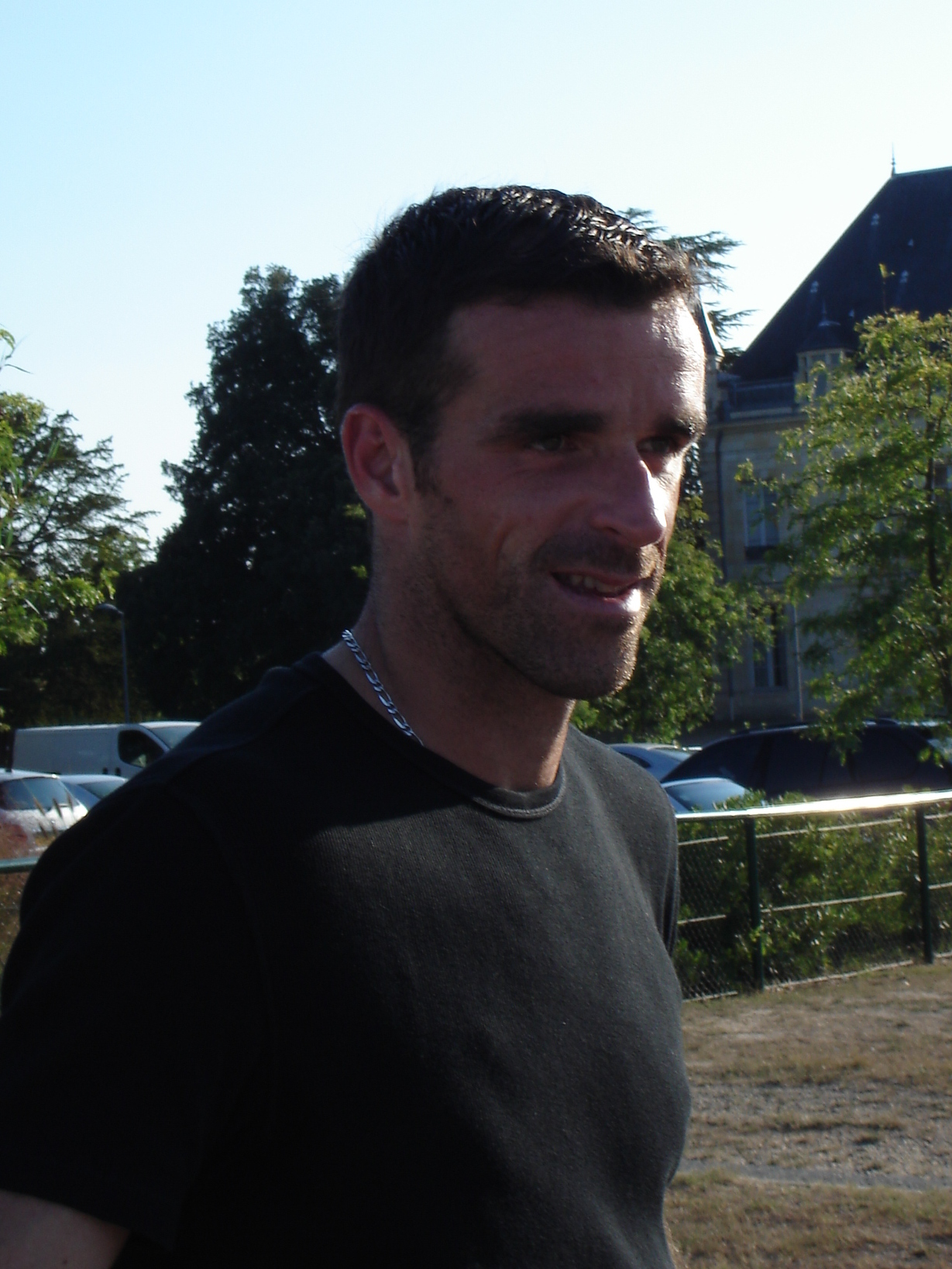

### Club
Ramé è nato a Nantes nel 1972 con un'innata passione per l'enologia.
Iniziò la propria carriera da professionista nell'Angers; debuttò in Division 1 il 23 luglio 1993 contro il Metz.
Con gli SCO giocò per sei stagioni.
Nel 1997 avvenne il grande salto con il passaggio al Bordeaux, dove divenne il portiere titolare.
Titolare per 12 anni e bandiera del club, nella stagione 2009-2010 ha ceduto il posto a Cédric Carrasso.

### Nazionale
Con la Francia debuttò il 9 giugno 1999 in Andorra 0-1 Francia, partita giocata a Barcellona.
Vinse il campionato d'Europa 2000 e la FIFA Confederations Cup 2001.
Partecipò anche allo sfortunato campionato del mondo 2002, pur non scendendo mai in campo.
In nazionale prese il posto di Bernard Lama come riserva di Fabien Barthez.
Non venne più convocato dopo aver commesso un grosso errore in una partita contro la Rep. Ceca del 12 febbraio 2003.

### Bordeaux
Il 14 marzo 2016 viene nominato nuovo allenatore del Bordeaux al posto dell'esonerato Willy Sagnol. Il 27 maggio 2016 viene esonerato dopo i due mesi deludenti vissuti con i girondini.

## Statistiche

### Cronologia presenze e reti in nazionale
| Cronologia completa delle presenze e delle reti in nazionale ― Francia | Cronologia completa delle presenze e delle reti in nazionale ― Francia | Cronologia completa delle presenze e delle reti in nazionale ― Francia | Cronologia completa delle presenze e delle reti in nazionale ― Francia | Cronologia completa delle presenze e delle reti in nazionale ― Francia | Cronologia completa delle presenze e delle reti in nazionale ― Francia | Cronologia completa delle presenze e delle reti in nazionale ― Francia | Cronologia completa delle presenze e delle reti in nazionale ― Francia |
| Data                                                                   | Città                                                                  | In casa                                                                | Risultato                                                              | Ospiti                                                                 | Competizione                                                           | Reti                                                                   | Note                                                                   |
| ---------------------------------------------------------------------- | ---------------------------------------------------------------------- | ---------------------------------------------------------------------- | ---------------------------------------------------------------------- | ---------------------------------------------------------------------- | ---------------------------------------------------------------------- | ---------------------------------------------------------------------- | ---------------------------------------------------------------------- |
| 9-6-1999                                                               | Barcellona                                                             | Andorra                                                                | 0 – 1                                                                  | Francia                                                                | Qual. Euro 2000                                                        | -                                                                      |                                                                        |
| 29-3-2000                                                              | Glasgow                                                                | Scozia                                                                 | 0 – 2                                                                  | Francia                                                                | Amichevole                                                             | -                                                                      |                                                                        |
| 16-8-2000                                                              | Marsiglia                                                              | Francia                                                                | 5 – 1                                                                  | World Stars                                                            | Amichevole                                                             | -1                                                                     | 46’                                                                    |
| 7-1-2000                                                               | Johannesburg                                                           | Sudafrica                                                              | 0 – 0                                                                  | Francia                                                                | Amichevole                                                             | -                                                                      |                                                                        |
| 24-3-2001                                                              | Saint-Denis                                                            | Francia                                                                | 5 – 0                                                                  | Giappone                                                               | Amichevole                                                             | -                                                                      |                                                                        |
| 30-5-2001                                                              | Taegu                                                                  | Francia                                                                | 5 – 0                                                                  | Corea del Sud                                                          | Conf. Cup 2001 - 1º turno                                              | -                                                                      |                                                                        |
| 7-6-2001                                                               | Suwon                                                                  | Francia                                                                | 2 – 1                                                                  | Brasile                                                                | Conf. Cup 2001 - Semifinale                                            | -1                                                                     |                                                                        |
| 10-6-2001                                                              | Yokohama                                                               | Giappone                                                               | 0 – 1                                                                  | Francia                                                                | Conf. Cup 2001 - Finale                                                | -                                                                      |                                                                        |
| 1-9-2001                                                               | Santiago del Cile                                                      | Cile                                                                   | 2 – 1                                                                  | Francia                                                                | Amichevole                                                             | -2                                                                     |                                                                        |
| 13-2-2002                                                              | Saint-Denis                                                            | Francia                                                                | 2 – 1                                                                  | Romania                                                                | Amichevole                                                             | -1                                                                     |                                                                        |
| 18-5-2002                                                              | Saint-Denis                                                            | Francia                                                                | 1 – 2                                                                  | Belgio                                                                 | Amichevole                                                             | -2                                                                     |                                                                        |
| 12-2-2003                                                              | Saint-Denis                                                            | Francia                                                                | 0 – 2                                                                  | Rep. Ceca                                                              | Amichevole                                                             | -2                                                                     |                                                                        |
| Totale                                                                 |                                                                        | Presenze                                                               | 12                                                                     |                                                                        | Reti                                                                   | -9                                                                     |                                                                        |

## Palmarès

### Club
- Campionato francese: 2

Bordeaux: 1998-1999, 2008-2009
- Coppa di Lega francese: 3

Bordeaux: 2001-2002, 2006-2007, 2008-2009
- Supercoppa francese: 2

Bordeaux: 2008, 2009

### Nazionale
- Campionato d'Europa: 1

2000
- Confederations Cup: 1

2001

### Individuale
- Trophées UNFP du football: 1

Miglior portiere della Division 1: 2002